# Nybron, Eskilstuna

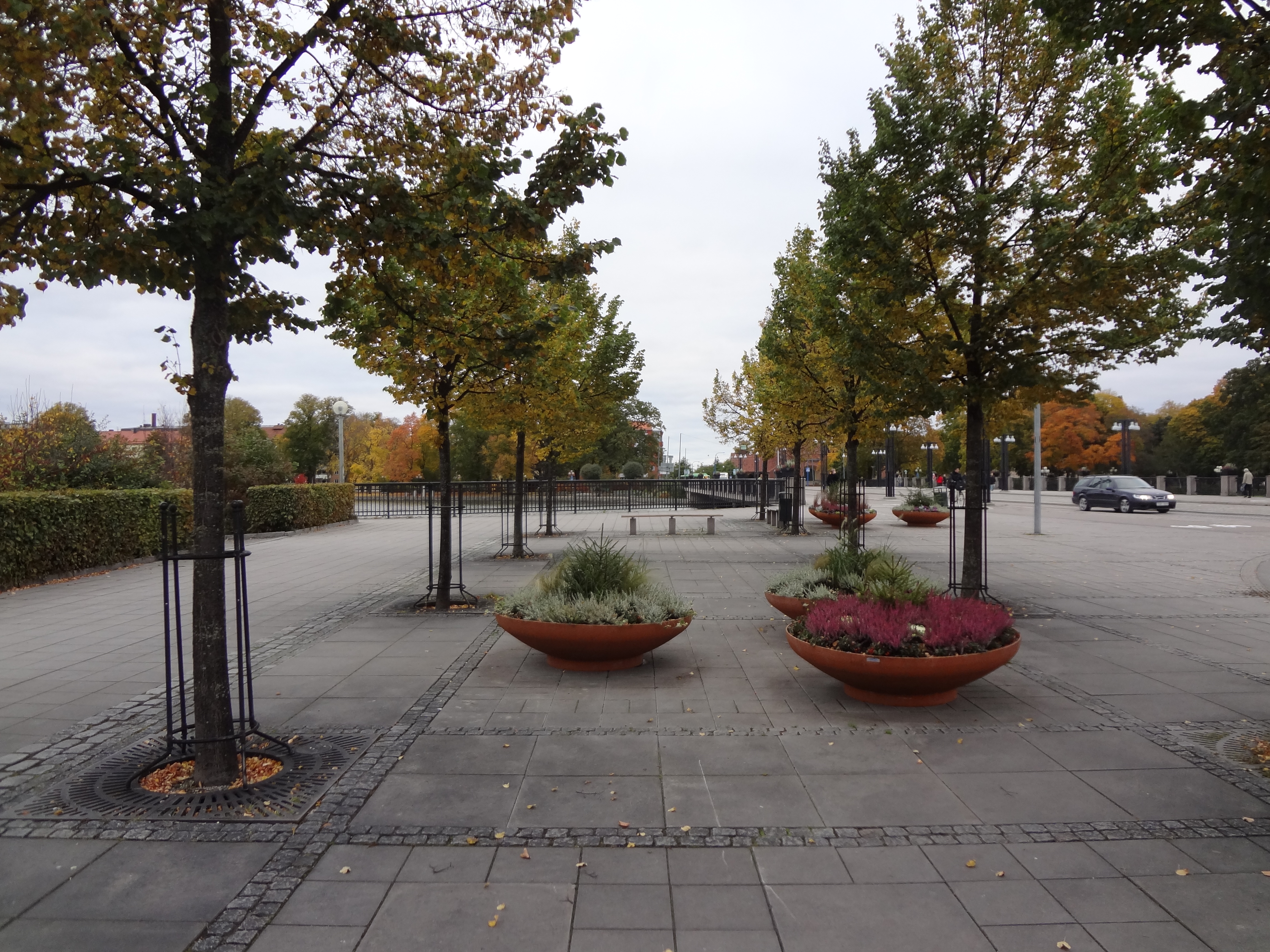
Nybrons södra brofäste, bilen till höger kör just av bron.

Nybron är en bro över Eskilstunaån i nord-sydlig riktning i centrala Eskilstuna, mellan cirkulationsplatser vid Hamngatan söder om ån och Strandgatan norr om ån. Det är den längsta bron över ån i Eskilstuna. Dess förlängning söder om ån heter Nybrogatan och leder till Fristadstorget, dess förlängning norr om ån är Västergatan, som går ut till korsningen med Carlavägen och Mälarvägen, Riksväg 53. 
Nybron är även namnet på den centrala restaurang/pub/bar som ligger alldeles invid själva bron.

## Historia
Nuvarande Nybron är den fjärde bron som legat på ungefär samma plats med samma namn. Första bron byggdes 1866 och var en svängbro i en enkel träkonstruktion på järnpålar. 1886 byggdes en ny bro i järn. Den tredje bron byggdes 1930 och den låg mitt för Klosters kyrka. Då den ansågs vara i för dåligt skick beslutades det 1964 att bygga en ny bro som istället placerades strax bredvid kyrkan. Det första spadtaget togs 9 februari 1966 och 24 maj 1967 invigdes den. Tidigare broar hade varit öppningsbara, men i och med byggandet av nuvarande Nybron och andra broar som ansågs nödvändiga för att underlätta biltrafiken stoppades båttrafiken på Eskilstunaån. Politikerna ansåg att den inte hade någon framtid.

## Bilder

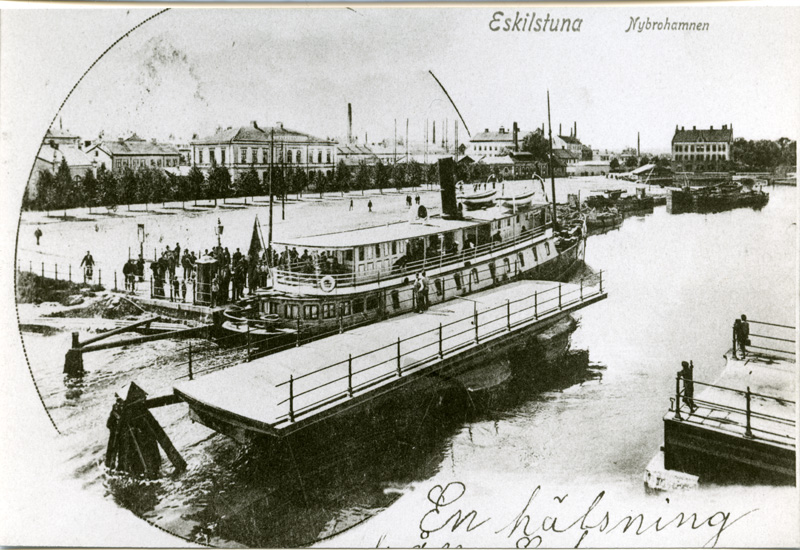
Tidig bild på Nybron, då den var en svängbro.
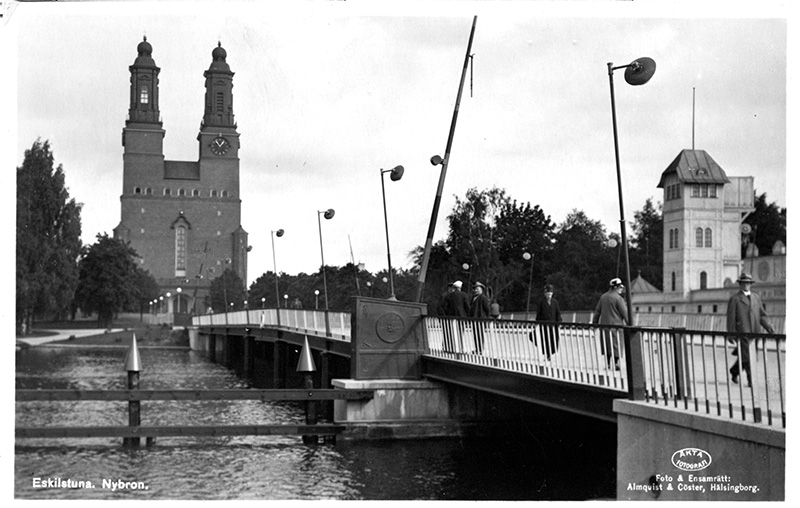
Tredje versionen Nybron cirka 1930-1932. Bron hade bommar då den var öppningsbar för båttrafiken. I bakgrunden ses Klosters kyrka till vänster och det nu rivna kallbadhuset till höger.
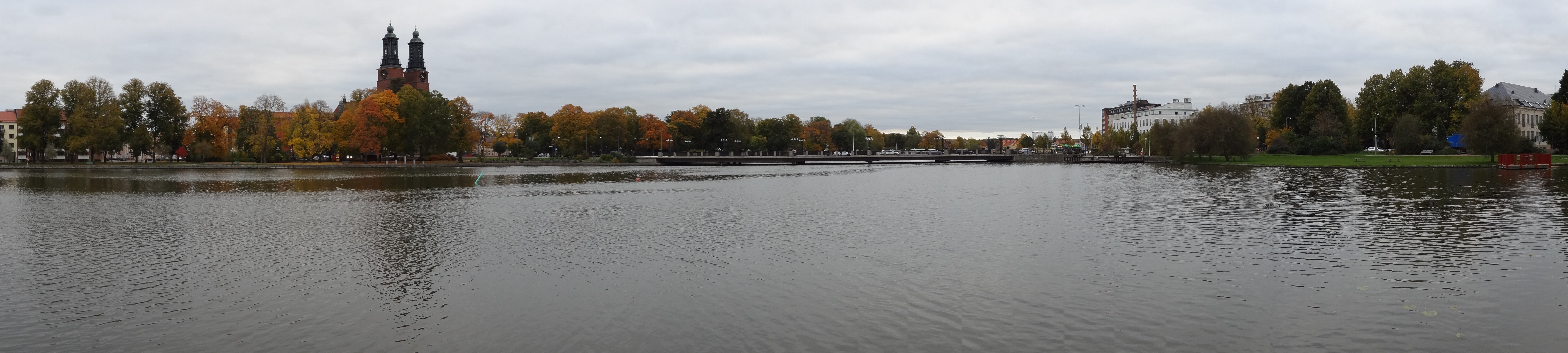
Panorama över Eskilstunaån taget från Strömsholmen med Nybron i mitten. Till vänster Klosters kyrka och till höger östra delen av Nybroparken.